# Emil Jaletzky
Emil Franz August Jaletzky (* 12. Mai 1874 in Breslau; † 22. November 1943 ebenda) war ein deutscher Gewerkschafter und Politiker (Zentrum).

## Leben
Nach dem Besuch der Volksschule absolvierte Jaletzky einen fünfjährigen Lehrgang für das Buchdruckerhandwerk und arbeitete im Anschluss als Maschinenmeister im Buchdruckergewerbe. Er engagierte sich in der christlichen Gewerkschaft und war seit 1913 hauptberuflich als Gewerkschaftssekretär und Bezirksleiter für den Gutenberg-Bund in Breslau tätig.
Jaletzky war Mitglied des Reichsparteiausschusses der Zentrumspartei, dritter stellvertretender Vorsitzender der Provinzversammlung der Zentrumspartei in Niederschlesien und ständiger Mitarbeiter der Parteipresse. Im Februar 1921 wurde er als Abgeordneter in den Preußischen Landtag gewählt, dem er ohne Unterbrechung bis zur Auflösung der Körperschaft am 14. Oktober 1933 angehörte. Im Parlament vertrat er den Wahlkreis 7 (Breslau).

## Belege
1. ↑  Standesamt Breslau: Sterberegister. Nr. 1646/1943.

| Personendaten    | Personendaten                                         |
| ---------------- | ----------------------------------------------------- |
| NAME             | Jaletzky, Emil                                        |
| ALTERNATIVNAMEN  | Jaletzky, Emil Franz August                           |
| KURZBESCHREIBUNG | deutscher Gewerkschafter und Politiker (Zentrum), MdL |
| GEBURTSDATUM     | 12. Mai 1874                                          |
| GEBURTSORT       | Breslau                                               |
| STERBEDATUM      | 22. November 1943                                     |
| STERBEORT        | Breslau                                               |